# Asterophrys
Asterophrys é um gênero de anfíbios da família Microhylidae.
As seguintes espécies são reconhecidas:
- Asterophrys eurydactyla (Zweifel, 1972)
- Asterophrys foja (Günther, Richards, and Tjaturadi, 2016)
- Asterophrys leucopus Richards, Johnston & Burton, 1994
- Asterophrys marani (Günther, 2009)
- Asterophrys pullifer (Günther, 2006)
- Asterophrys slateri Loveridge, 1955
- Asterophrys turpicola (Schlegel, 1837)